# ジョージ・キナード (初代キナード卿)
初代キナード卿ジョージ・キナード（英語: George Kinnaird, 1st Lord Kinnaird PC、1689年12月29日没）は、スコットランドの貴族、政治家。

## 生涯
パトリック・キナード（Patrick Kinnaird 、スコットランド王国議会議員、1658年頃没）とユーフィーム・グレイ（Eupheme Gray、ギルバート・グレイの娘）の息子として生まれた。
清教徒革命で騎士党の一員としてチャールズ2世を強く支持、1659年にはジョージ・マンクの親友になった。これにより、王政復古の後の1661年にチャールズ2世より騎士爵に叙され、同年にパースシャー選挙区でスコットランド議会議員に当選、さらにスコットランド枢密院の枢密顧問官に任命された。1682年12月28日、スコットランド貴族であるインチテュアのキナード卿に叙された。
1689年12月29日に死去、長男パトリックが爵位を継承した。

## 家族
1650年11月19日、マーガレット・クライトン（Margaret Crichton、1704年10月31日没、ジェームズ・クライトンの娘）と結婚、6男をもうけた。
- パトリック（1701年没） - 第2代キナード卿、子供あり
- ジョン -  子供なし
- ジェームズ -  子供なし
- アレクサンダー -  子供なし
- チャールズ（1727年8月4日以前没）
- ジョージ（1703年3月2日埋葬） - マーガレット・メイトランド（Margaret Maitland、1736年1月9日以前没）と結婚、1男をもうけた。第6代キナード卿チャールズ・キナードの祖父にあたる